# Дијамант
Дијамант (грч. adams- непобедив) је безбојна, кристална супстанца са великим индексом преламања светлости. Тврдоћа и способност дијаманта да прелама светлост последица су његове структуре. Структура дијаманта одговара 3 хибридизацији угљеника. Дијамант је алотропска модификација угљеника. Угљеникови атоми у дијаманту заузимају тетраедарску структуру, сваки атом угљеника има 4 сигма везе. Дијамант је метастабилни алотроп угљеника, при чему су атоми угљеника аранжирани у варијације тесералне кристалне структуре зване дијамантска решетка. Дијамант је мање стабилан од графита, али је брзина конверзије из дијаманта у графит занемарљива при стандардним условима. Дијамант је познат као материјал са суперлативним физичким квалитетима, већина којих потиче од јаког ковалентног везивања између његових атома. Конкретно, дијамант има вишу тврдоћу и топлотну проводност од било ког материјала. На Мосовој скали тврдоће заузима највише место са тврдоћом 10. Он је најтврђи минерал у природи. Ове особине одређују главну индустријску примену дијаманта у алатима за сечење, брушење и полирање других мекших материјала, и у научним апликацијама у виду дијамантских ножева и дијамантских наковних ћелија. Реч дијамант потиче из древне грчке речи ἀδάμας – adámas „неломљив“.
Због своје изузетно круте решетке, он може да буде контаминиран са веома малим бројем типова нечистоћа, као што су бор и азот. Мала количина дефеката или нечистоћа (око један на милион атома решетке) боји дијамант плаво (бор), жуто (азот), смеђе (дефекат решетке), зелено (излагање зрачењу), љубичасто, розе, наранџасто или црвено. Дијамант такође има релативно високу оптичку дисперзију (способност дисперзије светлости различитих боја).
Већина природних дијаманата се формира при високој температури и притиску на дубинама од 140—190 km (87—118 mi) у Земљином мантлу. Минерали који садрже угљеник пружају извор угљеника, а раст се јавља током периода од 1 милијарде до 3,3 милијарди година (25% до 75% старости Земље)]. Дијаманти су доведени близу површине Земље путем дубоких вулканских ерупција магме, која се хлади у магматске стене познате под именом кимберлити и лампроити. Дијаманти се такође могу производити синтетички користећи  метод, који приближно симулира услове у Земаљском мантлу. Једна алтернативна и сасвим другачија техника раста је хемијска парна депозиција (CVD). Неколико недијамантских материјала, међу којима су кубни цирконијум и силицијум карбид се често називају дијамантним симулантима, јер они подсећају на дијамант по изгледу и многим својствима. Посебне гемолошке технике су развијене да би се разликовали природни дијаманти, синтетички дијаманти и дијамантни симуланти.
Сечењем и полирањем дијаманата добија се брилијант који се користи као накит. Полирање се изводи дијамантском прашином. Мера за масу дијаманта је карат. Један карат = 0,2 грама
Дијаманти се ископавају у рудницима. Највећи светски произвођачи дијаманата су Русија, Јужноафричка Република. Производња вештачких дијаманата се изводи у челичном контејнеру - експлозијом, јер онда у контејнеру владају велики притисак и температура. Вештачки дијаманти се користе у индустријске сврхе. Руси су развили технологију да тако произведене дијаманте боје различитим бојама. Индустријски произведени дијаманти нису тако крупни као поједини примерци који се могу наћи у природи, али им то и није намена.

## Историја
Име дијамант је изведено из античке грчке речи αδάμας (adámas), „прави“, „непромјењиви“, „нераскидиви“, „необуздани“, од ἀ- (a-), „не-“ + δαμάω (damáō), „Ја превладавам“, „Ја укроћујем“. Сматра се да су дијаманти приви пут препознати и ископавани у Индији, где су су знатне алувијалне наслаге камена могле наћи пре много векова дуж река Пенер, Кришна и Годавари. Дијаманти су били познати у Индији бар 3.000 година, мада је могуће да се за њих знало и током 6.000 година.
Дијаманти су цењени као драго камење од времена њихове употребе као верске иконе у древној Индији. Њихова употреба у алатима за гравирање такође датира до ране људске историје. Популарност дијаманата је порасла од 19. века због повећане понуде, побољшаних техника сечења и полирања, пораста светске економије, и иновативних и успешних рекламних кампања.
Године 1772, француски научник Антоан Лавоазје је користио сочива да концентрује сунчеве зраке на дијамант у кисеоничној атмосфери, и показао је да је једини продукат сагоревања био угљен-диоксид, чиме је доказао да се дијамант састоји од угљеника. Касније, 1797. године је енглески хемичар Смитсон Тенант поновио и проширио тај експеримент, демонстрирајући да сагоревање дијаманта и графита доводи до ослобађања исте количине гаса, он је успоставио хемијску еквиваленцију тих супстанци.
Најпознатија употреба дијаманата у данашње време је као драго камење који се користе за украс, вид употребе који датира из античког доба, и као индустријски абразиви за сечење тврдих материјала. Дисперзија белог светла у спектралне боје је примарна гемолошка карактеристика дијамантских драгуља. У 20. веку, експерти у гемологији су развили методе градирања дијаманата и другог драгог камења на бази карактеристика које се најважније за њихову вредност као драгуљи. Четири карактеристике, неформално познате као четири Ц, су сад у широкој употреби као основни дескриптори дијаманата: то су карат (његова маса), рез (квалитет реза се градира према пропорцијама, симетрији и полирању), боја (колико близу је белом или безбојном изгледу; за луксузне дијаманте колико је интензивна нијанса), и јасноћа (у којој мери су одсутне инклузије). Велики, беспрекорни дијамант је познат као парагон.

## Геологија
Формирање природног дијаманта захтева врло специфичне услове - излагање материјала који садрже угљеник високим притисцима, који се крећу између 45 и 60 килобара (4,5 и 6 ), али и релативно ниском температурном опсегу између приближно 900—1.300 °C (1.650—2.370 °F). Ти услови се остварују на два места у Земљи; у литосферном мантлу испод релативно стабилних континенталних плоча, и на местима метеорских удара.

### Формирање
Услови за формирање дијаманата који се остварују у литосферном мантлу се јављају на знатној дубини која одговара захтевима температуре и притиска. Ове дубине се процењују на између 140 km и 190 km мада се понекад дијаманти кристалишу и на дубинама од око 300 km. Брзина којом се температуре мењају са повећањем дубине у Земљи знатно варирају у различитим деловима Земље. Конкретно, испод океанских плоча температура се брже повећава са дубином, и изван опсега потребног за формирање дијаманата на потребној дубини. Одговарајућа комбинација температуре и притиска може се наћи само у дебелим, древним и стабилним деловима континенталних плоча, где постоје региони литосфере познати као „кратони“. Дуго обитавање у кратонској литосфери омогућава раст кристала дијаманта.
Путем студија односа угљеничних изотопа (слично методологији која се користи у угљеничном датирању, изузев што се користе стабилни изотопи  и -13), показано је да угљеник нађен у дијамантима потиче од неорганских и органских извора. Неки дијаманти, познати као харзбургитски, су формирани из неорганског угљеника оригинално нађеног дубоко у Земљином мантлу. У контрасту с тим, Еклогитски дијаманти садрже органски угљеник из органског детритуса који је био потиснут надоле са површине Земљине коре путем субдукције (погледајте тектонику плоча) пре трансформације у дијаманте. Ова два различита извора угљеника имају мерљиво различите 13C:12C односе. Дијаманти који су дошли до површине Земље су генерално веома стари, у опсегу од 1 милијарде до 3,3 милијарди година. То је 22% до 73% старости Земље.

### Транспорт из мантла
Стене са дијамантима се преносе из мантла на површину Земље вулканским ерупцијама дубинског порекла. Магма таквог вулкана мора да потиче са дубине на којој се могу формирати дијаманти—150 km или веће дубине (три или више пута већа дубина је типична за магму већине вулкана). То је релативно ретка појава. Ови типично мали површински вулкански кратери се протежу на ниже у формацијама познатим као вулканске цеви. Те цеви садрже материјал који је транспортован ка површини дејством вулкана, али није био избачен пре него што је вулканска активност престала. Током ерупције те цеви су отворене ка површини, што доводи до отворене циркулације; многи ксенолити површинских стена, па чак и дрвета и фосила, су нађени у вулканским цевима. Вулканске цеви које садрже дијаманте су блиско сродне са старијим, хладнијим регионима континенталне коре (кратонима). То је зато што су кратони веома дебели, и њихов литосферни мантл се простире до довољно велике дубине да настану стабилни дијаманти. Све цеви не садрже дијаманте, а још мање њих садржи довољно дијаманта да би рударство било економски одрживо.
Магма у вулканским цевима је обично једног од два карактеристична типа, који се хладе у еруптивне стене познате и као кимберлит или лампроит. Сама не садржи дијаманте; уместо тога, она делује као лифт који носи дубински обликоване стене (ксенолите), минерале (ксенокрасте), и флуиде навише. Те стене су карактеристично богате магнезијумским минералима оливином, пироксенима, и амфиболима који су често измењени до серпентина топлотом и флуидима, током и након ерупције. Поједини индикаторски минерали се типично јављају унутар дијамантско ферозних кимберлита и проспектори их користе као минералошке показиваче. Они следе индикаторске трагове назад на вулканску цев која можда може да садржи дијаманте. Ти минерали су богати хромом (Cr) или титанијумом (Ti), елементима који дају светле боје минералима. Најчешћи индикаторски минерали су хромни гранати (обично светлоцрвени хромни-пироп, и повремено зелена уграндитна серија гарнета), еклектички гарнети, наранџасти титанијум-пироп, црвени високо хромни спинели, тамни хромит, светлозелени хромијум-диопсид, стакласто зелени оливин, црни пикроилменит, и магнетит. Кимберлитне наслаге су познате као плава земља за дубљи серпентинизовани део депозита, или као жута земља за материјале ближе површини, као што је смектитна глина и карбонатна изједена временом и оксидована порција.
Након што су дијаманти транспортовани до површине магмом у вулканској цеви, они могу да буду ослобођени ерозијом и дистрибуирани преко велике површине. Вулканска цев која садржи дијаманте је позната као примарни извор дијаманата. Секундарни извори дијаманата обухватају све области где је знатан број дијаманата нанет ерозијом из њихове кимберлитне или лампроитне матрице, и акумулиран дејством воде и ветра. Тиме су обухваћени алувијални депозити и депозити дуж постојећих и древних обала, где слободни дијаманти теже да се нагомилавају због своје величине и густине. Дијаманти су такође у ретким случајевима били пронађени у наслагама које су за собом оставили глечери (нарочито у Висконсину и Индијани); за разлику од алувијалних наслага, глацијални наноси су мали и због тога нису одрживи комерцијални извори дијаманта.

### Свемирски дијаманти
Сви дијаманти на Земљи не потичу са Земље. Пронађено је да примитивни интерстеларни метеорити садрже угљеник и да је могуће да је он присутан у виду дијаманата. Могуће је да је тип дијаманта који се назива карбонадо и који је пронађен у Јужној Америци и Африци био депонован тамо путем астероидног импакта (није формиран услед импакта) пре око 3 милијарде година. Ови дијаманти су формирани у међузвезданом окружењу, али од 2008. године није постојао научни консензус о томе како су карбонадо дијаманти настали.
Дијаманти се такође могу формирати под другим природним условима високог притиска. Веома мали дијаманти микрометарских и нанометарских величина, познати као микродијаманти или нанодијаманти респективно, су нађени у метеорским ударним кратерима. Такви ударни догађаји креирају шок зоне високог притиска и температуре погодне за формирање дијаманта. Микродијаманти импактног типа се могу користити као индикатори старих кратера. Кратер Попигај и Русији вероватно има највећи дијамантски депозит на свету, које се процењује на билионе карата, и формиран је астероидним ударом.
Научни докази указују на то да звезде бели патуљци имају срж од кристализованих угљеничних и кесеоничних језгри. Највећа од њих међу до сада пронађеним, БПМ 37093, је лоцирана на удаљености од 50 ly (4,7×1014 km) у сазвежђу Кентаур. Извештај за новинаре Харвард-Смитсонијанског центра за астрофизику описује 2.500 mi (4.000 km)-широко звездано језгро као дијамант.

### Мисконцепције о формирању дијаманата компресовањем угља
Мало дијаманата је формирано из високо компримираног угља. Више од 99% дијаманата икад ископаних је формирано у условима екстремне топлоте и притиска на око 90 mi (140 km) испод Земљине површине. Угаљ је формиран из преисторијских биљки које су сахрањене знатно ближе површини и мало је вероватно да ће мигрирати испод 2 mi (3,2 km) путем уобичајених геолошких процеса. Већина датираних дијаманата је старија од првих копнених биљки и стога су старији од угља. Могуће је да се дијаманти могу формирати од угља у субдукционој зони и при удару метеороида, али су дијаманти који се на тај начин формирају ретки, а извор угљеника су пре угљеничне стене и органски угљенични седименти, него угаљ.